# Fantasy-Jahr 2004
Übersicht

◄◄ | ◄ | 2000 | 2001 | 2002 | 2003 | Fantasy-Jahr 2004 | 2005 | 2006 | 2007 | 2008 | ► | ►►

Weitere Ereignisse

## Ereignisse
- 18. Fantasy Filmfest 21. Juli – 18. August für jeweils eine Woche in den Städten Hamburg, Berlin, Köln, Frankfurt, Nürnberg, Stuttgart und München